# Waringinsari Timur
Waringinsari Timur is een bestuurslaag in het regentschap Pringsewu van de provincie Lampung, Indonesië. Waringinsari Timur telt 4944 inwoners (volkstelling 2010).